# Hubert Dreyfus
Hubert Lederer Dreyfus (n. 15 octombrie 1929, Terre Haute, Indiana, SUA – d. 22 aprilie 2017, Berkeley, California, SUA) a fost un profesor american de filosofie de la Universitatea Berkeley, California. Domeniile sale principale de interes includ: filosofia minții (în special filosofia inteligenței artificiale), fenomenologie, existențialism și filosofia psihologiei/literaturii.

## Activitate
În general Dreyfus are o abordare analitică a discursului filosofic, prezentările (și lucrările) sale fiind deosebit de clare făcând adesea apel la exemple (și cercetări) din domenii conexe cu filosofia (sociologie, antropologie, psihologie, științe cognitive etc.)

## Fenomenologie, existențialism și filosofia secolului XX

### Being-in-the-world
Este un comentariu extensiv asupra primei diviziuni din cartea Ființă și Timp scrisă de Martin Heidegger. 
Interpretarea lui Dreyfus este realizată dintr-o perspectivă a tradiției analitice, utilizând adesea concepte din filosofia lui Ludwig Wittgenstein, Gilbert Ryle și alții.
Această interpretare propune un Heidegger care poate fi înțeles în primul rând în termenii unei filosofii a instituțiilor sociale (social institutions). Spre deosebire de alți comentatori standard ai operei heideggeriene, ontologia este văzută ca având la bază o schemă conceptuală a instituțiilor sociale și a practicilor din viața de zi cu zi.
Propunerea unei asemenea interpretări radicale, și-a atras numeroase critici din partea comentatorilor care văd ontologia ca fiind un element fundamental în opera heideggeriană.

### Existențialism
Principalele cursuri pe care Dreyfus le ține la UC Berkeley discută filosofia gânditorilor existentialiști din sec. XIX (Kierkegaard, Nietzsche și Dostoievski) și din sec. XX (Heidegger, Merleau Pointy etc.). O caracteristică aparte a modalității sale de investigare (expunere) a existentialismului este faptul că încearcă să accentueze diversele legături posibile între diverse curente existențialiste și psihoterapiile contemporane.

### On the Internet
Această lucrare conține un studiu asupra limitărilor pe care le are interacțiunea mediată tehnologic (ex: cursuri la distanță, chat, browsing, etc.). Dreyfus susține că acest mod de interacțiune are o eficiență redusă datorită faptului că nu implică nici un fel de riscuri. Dreyfus consideră că aceasta afectează:
1. procesul educativ: studentul/elevul participând (doar ca și auditoriu) la cursuri, nu este pus niciodată în situația de a fi testat într-o situație în care este nevoie de spontaneitate (când i se cere o soluție "acum și aici")
2. semnificația interacțiunii: cei ce interacționează predominant mediat, evită situațiile riscante (ex: gesturi nedorite, greșeli verbale, emoții, etc.) și acest lucru scade semnificativ capacitatea situației de a avea sens. Dreyfus susține că sensul unei activități este strâns legat de riscul asumat. Astfel, dacă nu se riscă nimic, reușita sau eșecul nu mai au nici o semnificație.

## Critici și propuneri privind inteligența artificială

### Critici
Dreyfus critică logicismul în AI (inteligență artificială) pe motivul că acesta se bazează pe o reprezentare a activității minții umane, ca și o activitate care urmează reguli explicite. O asemenea presupoziție nu ia în considerare două aspecte importante :
1. caracterul extrem de sofisticat și infinit ramificat al regulilor: Un exemplu standard privind acest aspect este regula : "Să nu minti". O asemenea regulă trebuie respectată cu anumite excepții, cum ar fi: "Să nu minți cu excepția când pui pe cineva într-o situație jenantă". Dar și aceasta excepție are nenumărate alte excepții: "Să nu minți chiar dacă pui pe cineva într-o situație jenantă, când trebuie să respecți o datorie".
2. caracterul tacit al regulilor: O bună parte din regulile pe care le urmăm pentru a realiza diverse activități nu au un caracter explicit. Un exemplu în această direcție ar fi cel al persoanei care știe să faca glume (exemplul lui G. Ryle. O asemenea persoană nu urmează niște reguli stricte (pentru a face glume) ci își exercită o abilitate. Exercitarea acestei abilități poate fi văzută ca o activitate de urmare a unor reguli explicite (dacă încercam să facem o reconstrucție rațională a acestei activități) însă persoana care își exercită această abilitate nu o face prin urmarea unor reguli explicite.

Astfel, Dreyfus consideră că logicismul în AI eșuează pentru faptul că:
1. nu este posibil să se realizeze o colecție de reguli explicite care să acopere toată gama de activități umane (cu ramificările infinite pe care le presupune).
2. modelul minții ca și dispozitiv de procesare a unor reguli explicite nu poate lua în considerare clasa regulilor tacite

### Propuneri
Dreyfus nu respinge principial AI-ul tare ci doar diverse abordări în AI considerate de el simpliste, considerând că pentru a construi cu adevărat sisteme inteligente artificiale (comparabile cu inteligența umană) este necesar să se combine 2 abordări :
1. Conexionismul: Dreyfus susține că abordarea conexionistă în AI este un proiect de cercetare care se "află pe calea cea bună" (on the right track. Doar aceasta abordare permite să avem o procesare de un nivel de granulație suficient de fin pentru a reproduce funcționalitatea inteligenței umane.
2. Corporalitatea și practicile sociale:Dreyfus susține că însușirea practicilor sociale umane este fundamentală pentru orice entitate care ar trebui să aibă o inteligență asemănătoare cu cea umană. Însă inserția unui AI în lumea umană ar presupune în mod necesar posesia unui corp asemănător cu corpul uman. Acest fapt, ar permite AI-ului să fie capabil să dobândească abilități fără a urma reguli explicite. De asemenea, aceasta "inserție" ar permite AI-ului să asimileze treptat întreaga rețea de reguli și excepții care determină comportamentul uman.

## Lucrări publicate
- 1964. Alchemy and Artificial Intelligence
- Continental Philosophy: An Introduction
- 1972. What Computers Can't Do: The Limits of Artificial Intelligence. ISBN 0-06-0011082-1)
- 1979. What Computers Can't Do: The Limits of Artificial Intelligence. (revised) ISBN 0-06-090613-8, ISBN 0-06-090624-3.
- 1992. What Computers Still Can't Do: A Critique of Artificial Reason. ISBN 0-262-54067-3)
- 1986 (with Stuart Dreyfus). Mind Over Machine. Free Press.
- 1991. Being in the World: Division 1.
- 2000. Heidegger, Coping, and Cognitive Science: Essays in Honour of Hubert L. Dreyfus. MIT Press.
- 2001. On the Internet. Routledge. ISBN 0-415-22807-7)
- 2002. Internet.
- George Lakoff and Mark Johnson, 1999. Philosophy in the Flesh: the Embodied Mind and its Challenge to Western Thought. Basic Books.